# 羅氏準鯨鯰
羅氏準鯨鯰，為輻鰭魚綱鯰形目鯨形鯰科的其中一種，分布於南美洲蓋亞那魯普努尼地區的淡水流域，體長可達4.1公分，棲息在底層水域，屬肉食性，生活習性不明。

## 擴展閱讀
維基物種上的相關：羅氏準鯨鯰